# تيري كروز
تيري كروز (بالإنجليزية: Terry Crews) (من مواليد 30 يوليو 1968 في صوان، ميشيغان، الولايات المتحدة)، هو ممثل أمريكي، ولاعب كرة القدم الأمريكية سابق.

## الأعمال

### أفلام
- اليوم السادس (فيلم 2000)
- يوم التدريب (2001)
- serving sara خدمة سارة (2002)
- 2002: الجمعة بعد القادم (Friday After Next)
- 2003: انقذنا من إيفا (Deliver Us from Eva)
- 2003: المطلوبين في ماليبو (Malibu's Most Wanted)
- 2003: Baadasssss!
- 2004: الروح الطائرة (Soul Plane)
- 2004: ستارسكي وهاتش (Starsky & Hutch)
- 2004: البنات البيض (White Chicks)
- أطول يارد (فيلم 2005)
- أوقات قاسية (2005)
- 2006: العذر (The Alibi)
- كليك (فيلم)
- 2006: مدفئو الدكة (The Benchwarmers)
- 2006: Puff, Puff, Pass
- الولادة من جديد
- 2006: إينلاند إمباير (Inland Empire)
- نوربت (فيلم 2007)
- 2007: كيف تسرق مصرف؟ (How to Rob a Bank)
- 2007: Who's Your Caddy?
- بولز أوف فيوري
- 2008: ملوك الشوارع (Street Kings)
- كن ذكيا
- 2009: الرجال الأوسط (Middle Men)
- خلاص المدمر
- جيمر (فيلم)
- المرتزقة (فيلم 2010)
- 2010: تذكره اليانصيب (Lottery Ticket)
- الإشبينات (فيلم)
- ذا اكسبندابلز 2
- فيلم مخيف 5
- غائم مع احتمال سقوط كرات اللحم 2 (فيلم)
- نادي الأمهات العازبات (فيلم)
- 2014: تحرك إلي (Reach Me)
- 2014: يوم الاختيار (Draft Day)
- مزيج (فيلم)
- المرتزقة 3
- السخفاء الستة
- ساندي ويكسلر
- 2017: «أين المال؟» (Where's the Money?)
- 2018: آسف لإزعاجك (Sorry to Bother You)
- ديدبول 2 (فيلم)
- 2020: جون هنري (John Henry)

### مسلسلات
TélévisionModifier
1999-2001: Battle Dome (en): T-Money
2004: ليس الخبراء: ميامي (CSI: Miami): Craig Waters
2005: Ma famille d'abord (زوجتي وأولادي): داريل سكوت
2005: All of Us (série télévisée) (بالإنجليزية): باركر
2005-2007: Boondocks: Voix الغواصات
2005-2009: Tout le monde déteste Chris (الجميع يكره كريس): جوليوس روك
2010-2012: Ma femme، ses enfants et moi (هل وصلنا بعد؟): نيك بيرسونز
2012: غرفة الأخبار: Lonny Church
2013: Ultimate Spider-Man: Blade (صوت)
2013: العرض العادي: Brock Stettman
2013: القبض على التنمية: هربرت لوف
2013-بريسينت: Brooklyn Nine-Nine: تيري جيفوردز
2013: أزواج هوليوود الحقيقيون كيفن هارت: لوي ميم
2014: أبي أمريكي!  : هاينريش براون (صوت)
2014: Hulk et les agent du S.M.A.S.H.  (هالك ووكلاء S.M.A.S.H.): بليد (voix)

## روابط خارجية
- تيري كروز على موقع IMDb (الإنجليزية)
- تيري كروز على موقع ميتاكريتيك (الإنجليزية)
- تيري كروز على موقع روتن توميتوز (الإنجليزية)
- تيري كروز على موقع ألو سيني (الفرنسية)
- تيري كروز على موقع تيرنر كلاسيك موفيز (الإنجليزية)
- تيري كروز على موقع أول موفي (الإنجليزية)
- تيري كروز على موقع قاعدة بيانات الأفلام السويدية (السويدية)
- تيري كروز على موقع إن إن دي بي (الإنجليزية)
- تيري كروز على موقع قاعدة بيانات الفيلم (الإنجليزية)
- تيري كروز على موقع ليتربوكسد (الإنجليزية)
- تيري كروز على موقع مرجع كرة القدم المحترفة.كوم (الإنجليزية)
- تيري كروز على موقع JustSportsStats.com (الإنجليزية)